# Merrimac (Massachusetts)
Merrimac es un pueblo ubicado en el condado de Essex en el estado estadounidense de Massachusetts. En el Censo de 2020 tenía una población de 6723 habitantes y una densidad poblacional de 791.0 habitantes/milla² (309.4 hab/km²).

## Geografía
Merrimac se encuentra ubicado en las coordenadas 42°50′19″N 71°0′43″O / 42.83861, -71.01194. Según la Oficina del Censo de los Estados Unidos, Merrimac tiene una superficie total de 22,93 km², de la cual 8,5 millas cuadradas (22,0 km²) corresponden a tierra firme

## Demografía
Según el censo de 2010, había 6.338 personas residiendo en Merrimac. La densidad de población era de 276,35 hab./km². De los 6.338 habitantes, Merrimac estaba compuesto por el 97.02% blancos, el 0.63% eran afroamericanos, el 0.16% eran amerindios, el 0.65% eran asiáticos, el 0% eran isleños del Pacífico, el 0.33% eran de otras razas y el 1.21% pertenecían a dos o más razas. Del total de la población el 1.81% eran hispanos o latinos de cualquier raza.